# Несвіч
Не́свіч — село в Україні, у Луцькому районі Волинської області. Входить до складу Городищенської сільської громади. Населення становить 738 осіб.

## Історія
19 липня 2020 року в результаті адміністративно-територіальної реформи та ліквідації Луцького району(1940—2020) село увійшло до складу новоутвореного Луцького району.

## Населення
Згідно з переписом УРСР 1989 року чисельність наявного населення села становила 725 осіб, з яких 332 чоловіки та 393 жінки.
За переписом населення України 2001 року в селі мешкали 804 особи.
У 2019 році на зборах села більша частина населення вирішила вийти з УПЦ Московського патріархату й перейти до новоствореної ПЦУ, проте настоятель храму не перейшов, як і 60 інших жителів.

### Мова
Розподіл населення за рідною мовою за даними перепису 2001 року:
| Мова       | Відсоток |
| ---------- | -------- |
| українська | 99,38 %  |
| російська  | 0,50 %   |
| молдовська | 0,12 %   |

## Відомі люди
- Золотун Володимир — український військовик, вояк УПА, Лицар Бронзового хреста бойової заслуги. Загинув поблизу села.
- Федорчук Ярослав Петрович — український політик, депутат Верховної Ради України IV—VII скликань. Народився в селі Несвіч.
- Дмитрук Василь Павлович — український діяч, голова Волинської обласної ради (1998—2006 рр.). Народився 9 січня 1952, в селі Несвіч.

## Герої російсько-української війни
- https://volynlegion.com.ua/hero/a0f212e3-bec0-4394-86d2-9a95636cd118                                                               Старший лейтенант Назарій Ігорьович Пасічник, випускник Несвічівської школи.  Проходив службу у 58-й окремій мотопіхотній бригаді імені гетьмана Івана Виговського  на Сумщині. Загинув 18 травня 2022 року біля села ВолодимирівкаДонецької області.
- https://volynlegion.com.ua/hero/d0951a83-9fc8-4342-98be-13e44b135404                                                                Старший солдат Владислав Олександрович Неділько, водій-механік, проходив службу у складі 24 окремої механізованої бригади імені короля Данила. Загинув 24  лютого 2022 року під Лисичанськом внаслідок підриву танка ворожою ДРГ.  Похований в селі Несвіч.
- https://volynlegion.com.ua/hero/51618eb7-ba03-49cc-b49e-26a9ed453584 Дулько Андрій Валерійович народився 16 травня 1984 року. Зростав в селі Несвіч, де і закінчив місцеву школу. З 2014 року захищав Батьківщину в складі 24 ОМБР. 26 березня 2022 року загинув біля міста Попасна Луганської області. Похований 9 грудня  2024 на алеї Слави у місті Шептицький, де проживав після одруження.

## Пам'ятки археології
На території села відомі наступні пам'ятки археології:
- На південно-східній околиці села, на схід від цвинтаря, на лагідному схилі першої надзаплавної тераси лівого берега р. Полонки висотою 5–6 м над рівнем заплави  — селище давньоруського періоду XII–ХІІІ ст. площею до 1,5 га.
- В східній частині села, на схід від тракторної бригади, на лагідному схилі першої надзаплавної тераси лівого берега р. Полонки висотою 3–4 м над рівнем заплави  — двошарове поселення тшинецько-комарівської культури і давньруського періоду XI—XIII ст. площею до 2 га.
- На східній околиці села, навпроти церкви, на прилеглій до будинку сільської ради території  — селище давньоруського періоду ХІІ–ХІІІ ст. площею до 1 га. Воно знаходиться на лагідному схилі першої надзаплавної тераси лівого берега р. Полонки висотою 3–4 м над рівнем заплави.
- На північно-східній околиці села, на рівній ділянці першої надзаплавної тераси лівого берега р. Полонки висотою 4–5 м над рівнем заплави  — селище XIII—XIV ст. площею 2 га.
- За 1 км на схід від села, на мисі першої надзаплавної тераси правого берега р. Полонки висотою близько 10 м над рівнем заплави, поблизу дороги, яка сполучає Несвіч з автодорогою Н17 Луцьк — Львів,[7]  — двошарове поселення тшинецько-комарівської культури і періоду XII—XIV ст. площею близько 1 га.
- За 1,8 км на північний схід від села, на схилі мису першої надзаплавної тераси правого берега р. Полонки висотою 7–8 м над рівнем заплави  — двошарове поселення вельбарської культури і давньоруського періоду XI—XIII ст. площею 2 га.
- За 0,4 км на південний схід від села, за 0,3 км на схід від цвинтаря, серед заплави лівого берега р. Полонки  — городище острівного типу давньоруського часу XI—XIII ст. округлої форми діаметром близько 80 м і висотою до 2 м над рівнем заплави. Пам'ятка відкрита О. Цинкаловським у 30-х роках XX ст. Однак її опис і місцезнаходження були відсутні.
- На західній околиці села, при виїзді з нього, знаходився курганний могильник періоду XI—XIII ст. Його зруйновано на початку 1980-х років під час прокладання дороги. За свідченням місцевих жителів він складався з трьох насипів заввишки до 2 м і діаметром 10–12 м. В центральному кургані випадково було виявлене випростане тілопокладення з витягнутими вздовж кістяка руками, що лежало в дерев'яній домовині. Відомості про інвентар відсутні.
- За 0,2 км на північний захід від села, на останці овальної форми, діаметром 70 м, висотою до 3 м, серед заплави лівого берега безіменного струмка, лівостороннього допливу Полонки,  — поселення волино-люблінської культури. Культурний шар пам'ятки залягає до глибини 0,35 м від денної поверхні. В її різних місцях були закладені 6 шурфів розміром 1×1 м, якими встановлені особливості стратиграфії поселення і зібрані кількісно незначні речові матеріали у вигляді фрагментів ліпних горщиків, крем'яних пластин, різців та відщепів. У теперішній час територія цього підвищення задернована.
- За 3 км на північний захід від села, в урочищі Підберезина, на території колишнього хутора Береззя, на схилі лівого берега безіменного струмка (лівосторонній доплив Полонки) висотою 8–10 м над рівнем заплави  — поселення періоду XII—XIV ст. площею до 2 га. З території орного поля зібрані уламки вінець і фрагменти стінок гончарних горщиків.
- За 3,5 км на північний захід від села, на мисоподібному виступі лівого берега р. Полонки висотою 10–12 м над рівнем заплави  — багатошарове поселення доби фінального палеоліту, тшинецько-комарівської, вельбарської культур і періоду XII—XV ст. площею 4 га.

### Відео про село
- Фільм Волинянин 1 частина
- Фільм Волинянин 2 частина
- Проект Історичні пам'ятки села Несвіч
- Несвіч вигляд з повітря
- Свято-Михайлівському храму — 250 років
- Передзвін століть. Свято-Михайлівському храму 250!
- Козацьке свято Несвіч
- Святкування 250 річчя Свято-Михайлівського храму
- Несвіч (Волинь) Україна
- Звіт школи 2018 ч. І
- Звіт школи 2018 ч. ІІ
- https://youtu.be/AlFAhWWP2s0 Конкурс реперів Городищенської ТГ  "Знаю свою Батьківщину, пишаюсь її Героями"